# Шамши (Павлодарская область)
Шамши (каз. Шәмші) — село в Аккулинском районе Павлодарской области Казахстана. Входит в состав Кызыласкерского сельского округа. Код КАТО — 555247300.

## Население
В 1999 году население села составляло 378 человек (201 мужчина и 177 женщин). По данным переписи 2009 года, в селе проживало 204 человека (111 мужчин и 93 женщины).